# سجن أبي زعبل الصناعي
سجن أبي زعبل الصناعي هو أحد السجون المصرية ويقع سجن في منطقة سجون أبي زعبل والمرج، ضمن محافظة القليوبية ويبعد عن القاهرة بحوالي 30 كم.
- ويعتبر سجن أبي زعبل الصناعي من السجون المنشأة حديثا إذ أنشئ في أوائل سنة 1996 .
- يوجد غير بعيد عن سجن ليمان أبي زعبل والسجن القديم الذي تقوم مصلحة السجون بترميمه .

 مصر